# Podział administracyjny Serbii
Obecny podział administracyjny Republiki Serbii został wprowadzony 29 grudnia 2007 roku decyzją Zgromadzenia Narodowego. Według tego prawa podstawowymi jednostkami administracyjnymi na terenie Republiki są: gminy (w liczbie 147), miasta (26) i wydzielone Miasto Belgrad, co łącznie daje 174 samodzielnych ośrodków administracyjnych. Gminy i miasta są zgrupowane w ramach dwudziestu dziewięciu okręgów administracyjnych (bez miasta Belgradu, który stanowi wydzielony okręg). Dodatkowo zostały wydzielone dwie prowincje autonomiczne: Wojwodina oraz Kosowo i Metohia.

## Jednostki administracyjne
Serbskie prawo dokładnie określa nazewnictwo i kompetencje poszczególnych jednostek administracyjnych:
- Gmina (srb. општина/opština) – podstawowa jednostka administracyjna samorządu terytorialnego, która poprzez działanie odpowiednich organów samorządowych realizuje przydzielone jej zadania; liczy najmniej 10 000 mieszkańców.
- Miasto (srb. град/grad) – jednostka administracyjna samorządu terytorialnego, która obejmuje ekonomiczne, administracyjne, geograficzne i kulturowe centrum większego obszaru i liczy więcej niż 100 000 mieszkańców (w niektórych przypadkach mniej), miasto może być podzielone na mniejsze jednostki administracyjne nazywane gminami miejskimi (srb. градска општина/gradska opština); według kryteriów administracyjno-prawnych termin miasto odnosi się wyłącznie do jednostki podziału administracyjnego, zaś miejscowość z nadanymi prawami miejskimi określa się mianem osiedla/ośrodka miejskiego (srb. градско насеље/gradsko naselje).
- Okręg (srb.округ/okrug) – jednostka administracyjna samorządu terytorialnego obejmująca określoną liczbę gmin i miast.
- Prowincja autonomiczna (srb. аутономна покрајина/autonomna pokrajina) – z powodu znacznej różnorodności etnicznej i kulturowej w celu łatwiejszej realizacji praw człowieka i obywatela na terenie Republiki Serbii utworzono dwie prowincje autonomiczne. Tereny spoza prowincji autonomicznych stanowią tzw. Serbię Centralną, która nie jest jednostką administracyjną.

Miasto Belgrad stanowi oddzielną jednostkę administracyjną samorządu terytorialnego. Nie przypada ono żadnemu z okręgów i jest podzielone na siedemnaście gmin.
W 1999 roku, prowincja autonomiczna Kosowa i Metohii przeszła pod administrację Organizacji Narodów Zjednoczonych, co było skutkiem wojny w Kosowie i interwencji wojsk NATO. ONZ wprowadziło na terenie prowincji własny podział terytorialny, a jednostki uznawane przez Republikę Serbii funkcjonują jedynie na terenach z przeważającą ludnością serbską. 17 lutego 2008 prowincja jednostronnie ogłosiła niepodległość utrzymując podział administracyjny wprowadzony przez UNMIK.

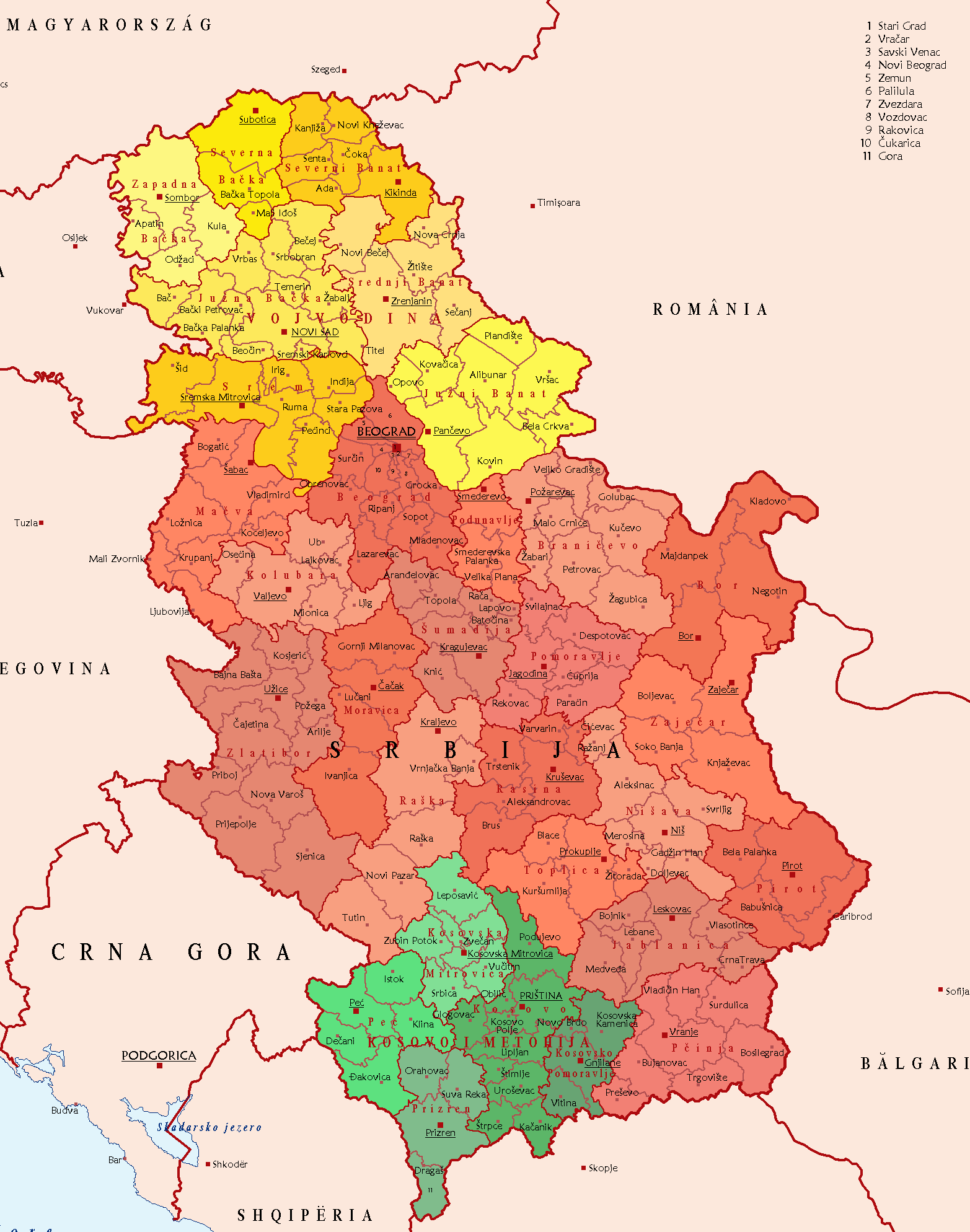
Prowincje autonomiczne w Serbii: Wojwodina (żółty) i Kosowo i Metohia (zielony)
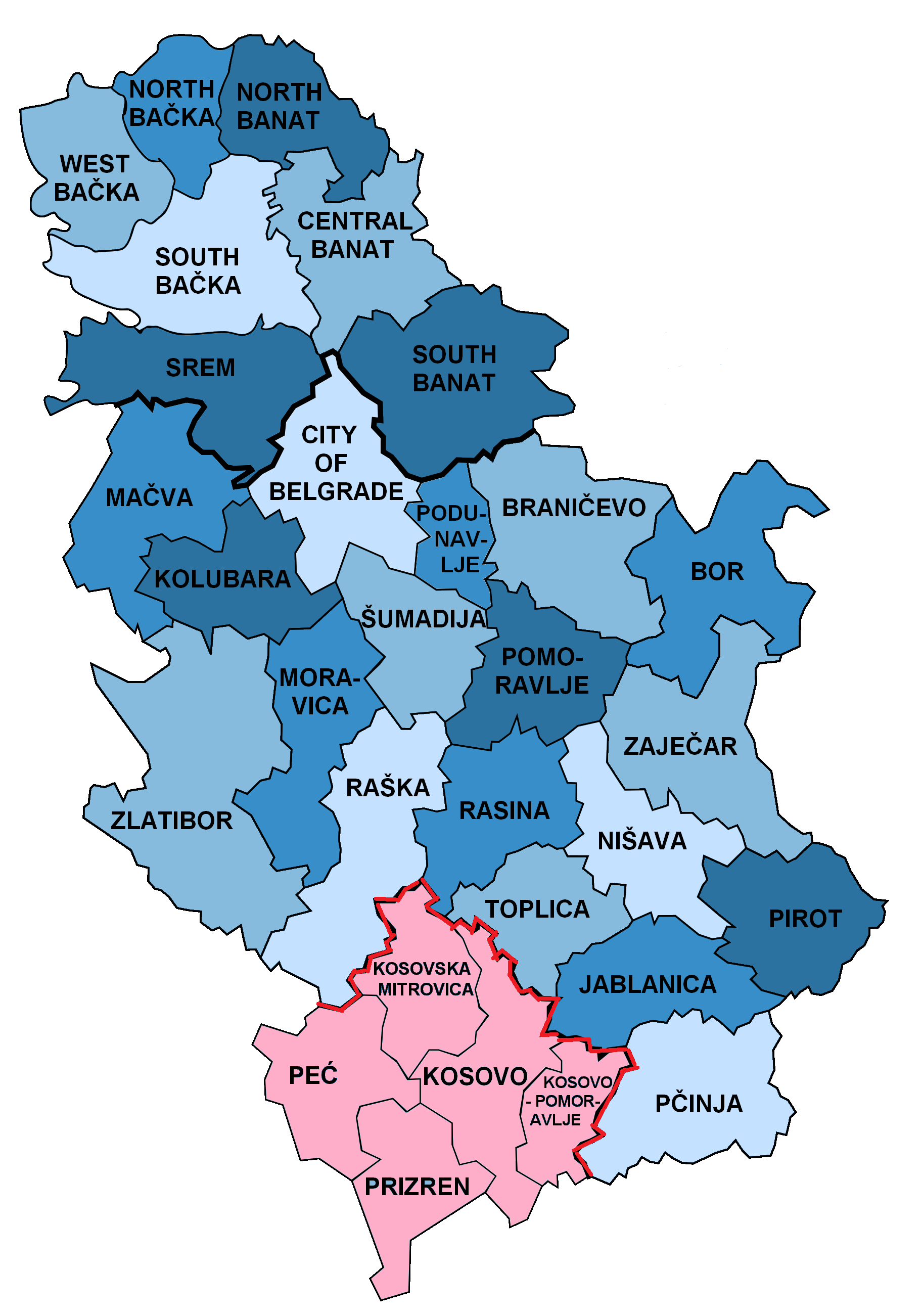
Okręgi Serbii
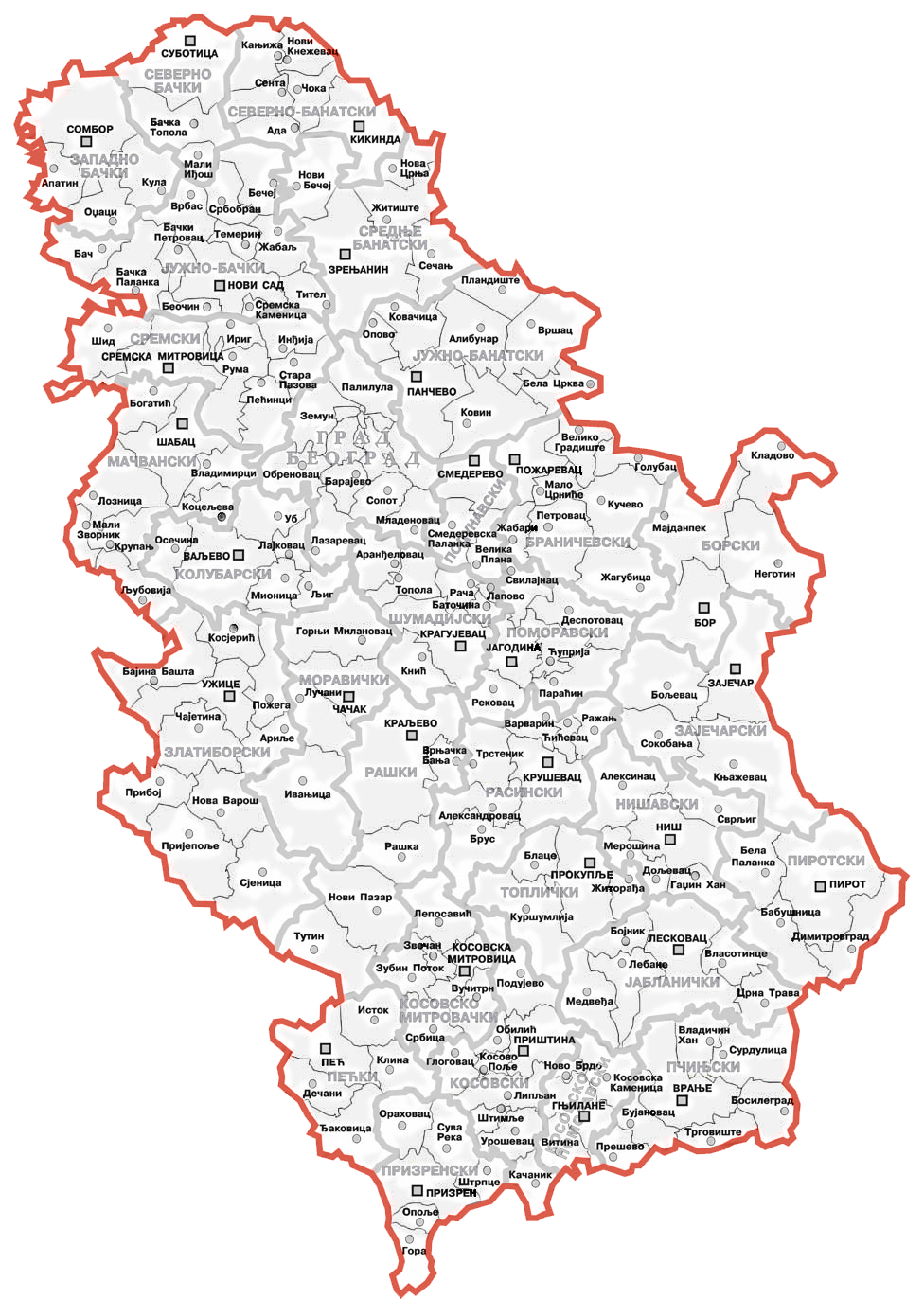
Gminy Serbii
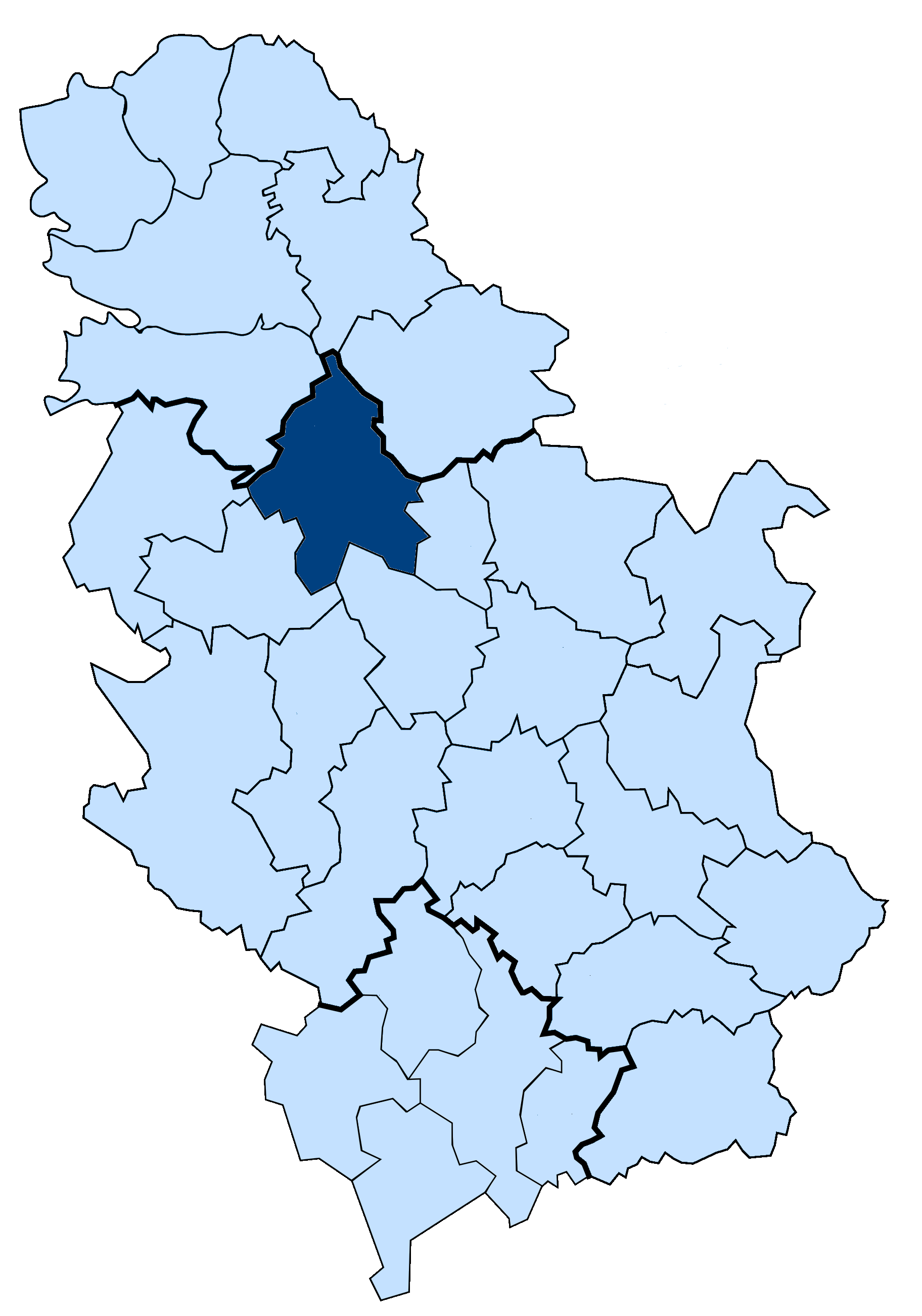
Wydzielone Miasto Belgrad

## Lista okręgów z podziałem na gminy i miasta
| Okręg                    | Gmina/Miasto              | Powierzchnia | Liczba mieszkańców (2011) | Siedziba                       | Gminy miejskie                                     | Liczba miejscowości                       |
| ------------------------ | ------------------------- | ------------ | ------------------------- | ------------------------------ | -------------------------------------------------- | ----------------------------------------- |
| Wojwodina                |                           |              |                           |                                |                                                    |                                           |
| Okręg południowobacki    | Miasto Nowy Sad           | 702,7 km²    | 341 625                   | Nowy Sad (Novi Sad)            | –                                                  | 4 ośrodki miejskie i 12 wsi               |
| Okręg południowobacki    | Gmina Bač                 | 365 km²      | 14 405                    | Bač                            | –                                                  | 1 ośrodek miejski i 5 wsi                 |
| Okręg południowobacki    | Gmina Bačka Palanka       | 579 km²      | 55 528                    | Bačka Palanka                  | –                                                  | 1 ośrodek miejski i 13 wsi                |
| Okręg południowobacki    | Gmina Bački Petrovac      | 158 km²      | 13 418                    | Bački Petrovac                 | –                                                  | 1 ośrodek miejski i 3 wsie                |
| Okręg południowobacki    | Gmina Bečej               | 487 km²      | 37 351                    | Bečej                          | –                                                  | 1 ośrodek miejski 4 wsie                  |
| Okręg południowobacki    | Gmina Beočin              | 186 km²      | 15 726                    | Beočin                         | –                                                  | 1 ośrodek miejski i 7 wsi                 |
| Okręg południowobacki    | Gmina Srbobran            | 284 km²      | 16 317                    | Srbobran                       | –                                                  | 1 ośrodek miejski i 2 wsie                |
| Okręg południowobacki    | Gmina Sremski Karlovci    | 51 km²       | 8750                      | Sremski Karlovci               | –                                                  | 1 ośrodek miejski                         |
| Okręg południowobacki    | Gmina Temerin             | 170 km²      | 28 287                    | Temerin                        | –                                                  | 2 ośrodki miejskie i 1 wieś               |
| Okręg południowobacki    | Gmina Titel               | 262 km²      | 15 738                    | Titel                          | –                                                  | 1 ośrodek miejski i 5 wsi                 |
| Okręg południowobacki    | Gmina Vrbas               | 376 km²      | 42 092                    | Vrbas                          | –                                                  | 1 ośrodek miejski i 6 wsi                 |
| Okręg południowobacki    | Gmina Žabalj              | 400 km²      | 26 134                    | Žabalj                         | –                                                  | 1 ośrodek miejski i 3 wsie                |
| Okręg południowobanacki  | Miasto Pančevo            | 759 km²      | 123 414                   | Pančevo                        | –                                                  | 3 ośrodki miejskie i 7 wsi                |
| Okręg południowobanacki  | Miasto Vršac              | 800 km²      | 52 026                    | Vršac                          | –                                                  | 1 ośrodek miejski i 23 wsie               |
| Okręg południowobanacki  | Gmina Alibunar            | 602 km²      | 20 151                    | Alibunar                       | –                                                  | 2 ośrodki miejskie i 8 wsi                |
| Okręg południowobanacki  | Gmina Bela Crkva          | 353 km²      | 17 367                    | Bela Crkva                     | –                                                  | 1 ośrodek miejski i 13 wsi                |
| Okręg południowobanacki  | Gmina Kovačica            | 419 km²      | 25 274                    | Kovačica                       | –                                                  | 1 ośrodek miejski i 7 wsi                 |
| Okręg południowobanacki  | Gmina Kovin               | 730 km²      | 33 722                    | Kovin                          | –                                                  | 1 ośrodek miejski i 9 wsi                 |
| Okręg południowobanacki  | Gmina Opovo               | 203 km²      | 10 475                    | Opovo                          | –                                                  | 1 ośrodek miejski i 3 wsie                |
| Okręg południowobanacki  | Gmina Plandište           | 383 km²      | 11 336                    | Plandište                      | –                                                  | 14 wsi                                    |
| Okręg północnobacki      | Miasto Subotica           | 1007 km²     | 141 557                   | Subotica                       | –                                                  | 2 ośrodki miejskie i 17 wsi               |
| Okręg północnobacki      | Gmina Bačka Topola        | 596 km²      | 33 321                    | Bačka Topola                   | –                                                  | 1 ośrodek miejski i 22 wsie               |
| Okręg północnobacki      | Gmina Mali Iđoš           | 181 km²      | 12 031                    | Mali Iđoš                      | –                                                  | 1 ośrodek miejski i 2 wsie                |
| Okręg północnobanacki    | Miasto Kikinda            | 782 km²      | 59 453                    | Kikinda                        | –                                                  | 1 ośrodek mijeski i 9 wsi                 |
| Okręg północnobanacki    | Gmina Ada                 | 227 km²      | 16 991                    | Ada                            | –                                                  | 2 ośrodki miejskie i 3 wsie               |
| Okręg północnobanacki    | Gmina Čoka                | 321 km²      | 11 398                    | Čoka                           | –                                                  | 1 ośrodek miejski i 7 wsi                 |
| Okręg północnobanacki    | Gmina Kanjiža             | 399 km²      | 25 343                    | Kanjiža                        | –                                                  | 1 ośrodek miejski i 12 wsi                |
| Okręg północnobanacki    | Gmina Novi Kneževac       | 305 km²      | 11 269                    | Novi Kneževac                  | –                                                  | 1 ośrodek miejski i 8 wsi                 |
| Okręg północnobanacki    | Gmina Senta               | 293 km²      | 23 316                    | Senta                          | –                                                  | 1 ośrodek miejski i 4 wsie                |
| Okręg środkowobanacki    | Miasto Zrenjanin          | 1324 km²     | 123 362                   | Zrenjanin                      | –                                                  | 1 ośrodek miejski i 21 wsi                |
| Okręg środkowobanacki    | Gmina Nova Crnja          | 273 km²      | 10 272                    | Nova Crnja                     | –                                                  | 6 wsi                                     |
| Okręg środkowobanacki    | Gmina Novi Bečej          | 609 km²      | 23 925                    | Novi Bečej                     | –                                                  | 1 ośrodek miejski i 3 wsie                |
| Okręg środkowobanacki    | Gmina Sečanj              | 523 km²      | 13 267                    | Sečanj                         | –                                                  | 1 ośrodek miejski i 10 wsi                |
| Okręg środkowobanacki    | Gmina Žitište             | 525 km²      | 16 841                    | Žitište                        | –                                                  | 1 ośrodek miejski i 11 wsi                |
| Okręg sremski            | Miasto Sremska Mitrovica  | 762 km²      | 79 940                    | Sremska Mitrovica              | –                                                  | 2 ośrodki miejskie i 24 wsie              |
| Okręg sremski            | Gmina Inđija              | 385 km²      | 47 433                    | Inđija                         | –                                                  | 1 ośrodek miejski i 10 wsi                |
| Okręg sremski            | Gmina Irig                | 230 km²      | 10 866                    | Irig                           | –                                                  | 1 ośrodek miejski i 11 wsi                |
| Okręg sremski            | Gmina Pećinci             | 489 km²      | 19 720                    | Pećinci                        | –                                                  | 15 wsi                                    |
| Okręg sremski            | Gmina Ruma                | 582 km²      | 54 339                    | Ruma                           | –                                                  | 1 ośrodek miejski i 16 wsi                |
| Okręg sremski            | Gmina Stara Pazova        | 351 km²      | 65 792                    | Stara Pazova                   | –                                                  | 1 ośrodek miejski i 8 wsi                 |
| Okręg sremski            | Gmina Šid                 | 687 km²      | 34 188                    | Šid                            | –                                                  | 1 ośrodek miejski i 18 wsi                |
| Okręg zachodniobacki     | Miasto Sombor             | 1178 km²     | 85 903                    | Sombor                         | –                                                  | 1 ośrodek miejski i 15 wsi                |
| Okręg zachodniobacki     | Gmina Apatin              | 350 km²      | 28 929                    | Apatin                         | –                                                  | 1 ośrodek miejski i 4 wsie                |
| Okręg zachodniobacki     | Gmina Kula                | 481 km²      | 43 101                    | Kula                           | –                                                  | 2 ośrodki miejskie i 5 wsi                |
| Okręg zachodniobacki     | Gmina Odžaci              | 411 km²      | 30 154                    | Odžaci                         | –                                                  | 1 ośrodek miejski i 8 wsi                 |
| Serbia centralna         |                           |              |                           |                                |                                                    |                                           |
| Okręg borski             | Miasto Bor                | 856 km²      | 48 615                    | Bor                            | –                                                  | 1 ośrodek miejski i 13 wsi                |
| Okręg borski             | Gmina Kladovo             | 629 km²      | 20 635                    | Kladovo                        | –                                                  | 2 ośrodki miejskie i 21 wsi               |
| Okręg borski             | Gmina Majdanpek           | 932 km²      | 18 656                    | Majdanpek                      | –                                                  | 2 ośrodki miejskie i 12 wsi               |
| Okręg borski             | Gmina Negotin             | 1089 km²     | 37 065                    | Negotin                        | –                                                  | 1 ośrodek miejski i 38 wsi                |
| Okręg braniczewski       | Miasto Požarevac          | 482 km²      | 75 334                    | Požarevac                      | Kostolac Požarevac                                 | 2 ośrodki miejskie i 25 wsi               |
| Okręg braniczewski       | Gmina Golubac             | 368 km²      | 8331                      | Golubac                        | –                                                  | 24 wsie                                   |
| Okręg braniczewski       | Gmina Kučevo              | 721 km²      | 15 516                    | Kučevo                         | –                                                  | 1 ośrodek miejski i 25 wsi                |
| Okręg braniczewski       | Gmina Malo Crniće         | 271 km²      | 11 458                    | Malo Crniće                    | –                                                  | 19 wsi                                    |
| Okręg braniczewski       | Gmina Petrovac na Mlavi   | 655 km²      | 31 259                    | Petrovac na Mlavi              | –                                                  | 1 ośrodek miejski i 33 wsi                |
| Okręg braniczewski       | Gmina Veliko Gradište     | 344 km²      | 17 610                    | Veliko Gradište                | –                                                  | 1 ośrodek miejski i 25 wsi                |
| Okręg braniczewski       | Gmina Žabari              | 264 km²      | 11 380                    | Žabari                         | –                                                  | 15 wsi                                    |
| Okręg braniczewski       | Gmina Žagubica            | 760 km²      | 12 737                    | Žagubica                       | –                                                  | 18 wsi                                    |
| Okręg jablanicki         | Miasto Leskovac           | 1025 km²     | 144 206                   | Leskovac                       | –                                                  | 3 ośrodki miejskie i 141 wsi              |
| Okręg jablanicki         | Gmina Bojnik              | 264 km²      | 11 104                    | Bojnik                         | –                                                  | 36 wsi                                    |
| Okręg jablanicki         | Gmina Crna Trava          | 312 km²      | 1663                      | Crna Trava                     | –                                                  | 25 wsi                                    |
| Okręg jablanicki         | Gmina Lebane              | 337 km²      | 22 000                    | Lebane                         | –                                                  | 1 ośrodek miejski i 38 wsi                |
| Okręg jablanicki         | Gmina Medveđa             | 524 km²      | 7438                      | Medveđa                        | –                                                  | 1 ośrodek miejski i 43 wsie               |
| Okręg jablanicki         | Gmina Vlasotince          | 308 km²      | 29 893                    | Vlasotince                     | –                                                  | 1 ośrodek miejski 47 wsi                  |
| Okręg kolubarski         | Miasto Valjevo            | 905 km²      | 90 312                    | Valjevo                        | –                                                  | 1 ośrodek miejski i 76 wsi                |
| Okręg kolubarski         | Gmina Lajkovac            | 186 km²      | 15 475                    | Lajkovac                       | –                                                  | 1 ośrodek miejski i 18 wsi                |
| Okręg kolubarski         | Gmina Ljig                | 279 km²      | 12 730                    | Ljig                           | –                                                  | 1 ośrodek miejski i 26 wsi                |
| Okręg kolubarski         | Gmina Mionica             | 329 km²      | 14 263                    | Mionica                        | –                                                  | 1 ośrodek miejski i 35 wsi                |
| Okręg kolubarski         | Gmina Osečina             | 319 km²      | 12 571                    | Osečina                        | –                                                  | 1 ośrodek miejski i 19 wsi                |
| Okręg kolubarski         | Gmina Ub                  | 456 km²      | 29 022                    | Ub                             | –                                                  | 1 ośrodek miejski i 37 wsi                |
| Okręg maczwański         | Miasto Šabac              | 795 km²      | 115 347                   | Šabac                          | –                                                  | 1 ośrodek miejski i 51 wsi                |
| Okręg maczwański         | Miasto Loznica            | 612 km²      | 79 327                    | Loznica                        | –                                                  | 1 ośrodek miejski i 53 wsie               |
| Okręg maczwański         | Gmina Bogatić             | 384 km²      | 28 879                    | Bogatić                        | –                                                  | 1 ośrodek miejski i 13 wsi                |
| Okręg maczwański         | Gmina Koceljeva           | 257 km²      | 13 155                    | Koceljeva                      | –                                                  | 17 wsi                                    |
| Okręg maczwański         | Gmina Krupanj             | 342 km²      | 20 192                    | Krupanj                        | –                                                  | 1 ośrodek miejski i 22 wsie               |
| Okręg maczwański         | Gmina Ljubovija           | 356 km²      | 14 689                    | Ljubovija                      | –                                                  | 1 ośrodek miejski i 26 wsi                |
| Okręg maczwański         | Gmina Mali Zvornik        | 184 km²      | 12 496                    | Mali Zvornik                   | –                                                  | 1 ośrodek miejski i 11 wsi                |
| Okręg maczwański         | Gmina Vladimirci          | 338 km²      | 17 291                    | Vladimirci                     | –                                                  | 29 wsi                                    |
| Okręg morawicki          | Miasto Čačak              | 636 km²      | 115 337                   | Čačak                          | –                                                  | 1 ośrodek miejski i 57 wsi                |
| Okręg morawicki          | Gmina Gornji Milanovac    | 836 km²      | 44 406                    | Gornji Milanovac               | –                                                  | 3 ośrodki miejskie i 60 wsi               |
| Okręg morawicki          | Gmina Ivanjica            | 468 km²      | 31 963                    | Ivanjica                       | –                                                  | 1 ośrodek miejski i 48 wsi                |
| Okręg morawicki          | Gmina Lučani              | 454 km²      | 20 897                    | Lučani                         | –                                                  | 2 ośrodki miejskie i 34 wsie              |
| Okręg niszawski          | Miasto Nisz               | 597 km²      | 373 404                   | Nisz (Niš)                     | Crveni krst Medijana Niška Banja Palilula Pantelej | 2 ośrodki miejskie i 69 wsi               |
| Okręg niszawski          | Gmina Aleksinac           | 707 km²      | 51 462                    | Aleksinac                      | –                                                  | 2 ośrodki miejskie i 70 wsi               |
| Okręg niszawski          | Gmina Doljevac            | 121 km²      | 18 441                    | Doljevac                       | –                                                  | 16 wsi                                    |
| Okręg niszawski          | Gmina Gadžin Han          | 325 km²      | 8357                      | Gadžin Han                     | –                                                  | 1 ośrodek miejski i 33 wsie               |
| Okręg niszawski          | Gmina Merošina            | 193 km²      | 13 916                    | Merošina                       | –                                                  | 1 ośrodek miejski i 26 wsi                |
| Okręg niszawski          | Gmina Ražanj              | 289 km²      | 9137                      | Ražanj                         | –                                                  | 23 wsie                                   |
| Okręg niszawski          | Gmina Svrljig             | 497 km²      | 14 224                    | Svrljig                        | –                                                  | 1 ośrodek miejski i 38 wsi                |
| Okręg pczyński           | Miasto Vranje             | 860 km²      | 83 524                    | Vranje                         | Vranje Vranjska Banja                              | 2 ośrodki miejskie i 103 wsie             |
| Okręg pczyński           | Gmina Bosilegrad          | 571 km²      | 8129                      | Bosilegrad                     | –                                                  | 1 ośrodek miejski i 36 wsi                |
| Okręg pczyński           | Gmina Bujanovac           | 461 km²      | 18 067                    | Bujanovac                      | –                                                  | 1 ośrodek miejski i 58 wsi                |
| Okręg pczyński           | Gmina Preševo             | 264 km²      | 34 904                    | Preševo                        | –                                                  | 1 ośrodek miejski i 33 wsie               |
| Okręg pczyński           | Gmina Surdulica           | 628 km²      | 20 319                    | Surdulica                      | –                                                  | 1 ośrodek miejski i 40 wsi                |
| Okręg pczyński           | Gmina Trgovište           | 370 km²      | 5091                      | Trgovište                      | –                                                  | 35 wsi                                    |
| Okręg pczyński           | Gmina Vladičin Han        | 366 km²      | 20 938                    | Vladičin Han                   | –                                                  | 1 ośrodek miejski i 50 wsi                |
| Okręg pirocki            | Miasto Pirot              | 1232 km²     | 57 928                    | Pirot                          | –                                                  | 1 ośrodek miejski i 71 wsi                |
| Okręg pirocki            | Gmina Babušnica           | 529 km²      | 12 259                    | Babušnica                      | –                                                  | 1 ośrodek miejski i 52 wsi                |
| Okręg pirocki            | Gmina Bela Palanka        | 551 km²      | 12 051                    | Bela Palanka                   | –                                                  | 1 ośrodek miejski i 45 wsi                |
| Okręg pirocki            | Gmina Dimitrovgrad        | 483 km²      | 10 056                    | Dimitrovgrad                   | –                                                  | 1 ośrodek miejski i 43 wsie               |
| Okręg podunajski         | Miasto Smederevo          | 484 km²      | 108 209                   | Smederevo                      | –                                                  | 1 ośrodek miejski i 27 wsi                |
| Okręg podunajski         | Gmina Smederevska Palanka | 422 km²      | 50 284                    | Smederevska Palanka            | –                                                  | 1 ośrodek miejski i 17 wsi                |
| Okręg podunajski         | Gmina Velika Plana        | 345 km²      | 40 578                    | Velika Plana                   | –                                                  | 1 ośrodek miejski i 12 wsi                |
| Okręg pomorawski         | Miasto Jagodina           | 470 km²      | 71 852                    | Jagodina                       | –                                                  | 1 ośrodek miejski i 52 wsie               |
| Okręg pomorawski         | Gmina Ćuprija             | 287 km²      | 33 356                    | Ćuprija                        | –                                                  | 1 ośrodek miejski i 15 wsi                |
| Okręg pomorawski         | Gmina Despotovac          | 623 km²      | 22 995                    | Despotovac                     | –                                                  | 2 ośrodki miejskie i 31 wsi               |
| Okręg pomorawski         | Gmina Paraćin             | 542 km²      | 54 267                    | Paraćin                        | –                                                  | 1 ośrodek miejski i 34 wsie               |
| Okręg pomorawski         | Gmina Rekovac             | 366 km²      | 10 971                    | Rekovac                        | –                                                  | 32 wsie                                   |
| Okręg pomorawski         | Gmina Svilajnac           | 326 km²      | 23 391                    | Svilajnac                      | –                                                  | 1 ośrodek miejski i 21 wsi                |
| Okręg rasiński           | Miasto Kruševac           | 854 km²      | 128 752                   | Kruševac                       | –                                                  | 1 ośrodek miejski i 100 wsi               |
| Okręg rasiński           | Gmina Aleksandrovac       | 387 km²      | 29 389                    | Aleksandrovac                  | –                                                  | 1 ośrodek miejski i 54 wsie               |
| Okręg rasiński           | Gmina Brus                | 606 km²      | 16 263                    | Brus                           | –                                                  | 1 ośrodek miejski i 57 wsi                |
| Okręg rasiński           | Gmina Ćićevac             | 124 km²      | 9446                      | Ćićevac                        | –                                                  | 1 ośrodek miejski i 9 wsi                 |
| Okręg rasiński           | Gmina Trstenik            | 448 km²      | 42 489                    | Trstenik                       | –                                                  | 1 ośrodek miejski i 50 wsi                |
| Okręg rasiński           | Gmina Varvarin            | 249 km²      | 17 772                    | Varvarin                       | –                                                  | 1 ośrodek miejski i 20 wsi                |
| Okręg raski              | Miasto Kraljevo           | 1530 km²     | 125 488                   | Kraljevo                       | –                                                  | 1 ośrodek miejski i 91 wsi                |
| Okręg raski              | Miasto Novi Pazar         | 742 km²      | 100 410                   | Novi Pazar                     | –                                                  | 1 ośrodek miejski i 98 wsi                |
| Okręg raski              | Gmina Raška               | 670 km²      | 24 680                    | Raška                          | –                                                  | 3 ośrodki miejskie i 58 wsi               |
| Okręg raski              | Gmina Tutin               | 742 km²      | 31 155                    | Tutin                          | –                                                  | 1 ośrodek miejski i 92 wsie               |
| Okręg raski              | Gmina Vrnjačka Banja      | 239 km²      | 27 527                    | Vrnjačka Banja                 | –                                                  | 1 ośrodek miejski i 11 wsi                |
| Okręg szumadijski        | Miasto Kragujevac         | 835 km²      | 179 417                   | Kragujevac                     | –                                                  | 1 ośrodek miejski i 56 wsi                |
| Okręg szumadijski        | Gmina Aranđelovac         | 376 km²      | 46 079                    | Aranđelovac                    | –                                                  | 1 ośrodek miejski i 18 wsi                |
| Okręg szumadijski        | Gmina Batočina            | 136 km²      | 11 760                    | Batočina                       | –                                                  | 1 ośrodek miejski i 10 wsi                |
| Okręg szumadijski        | Gmina Knić                | 413 km²      | 14 205                    | Knić                           | –                                                  | 36 wsi                                    |
| Okręg szumadijski        | Gmina Lapovo              | 55 km²       | 7837                      | Lapovo                         | –                                                  | 1 ośrodek miejski i 1 wieś                |
| Okręg szumadijski        | Gmina Rača                | 216 km²      | 11 475                    | Rača                           | –                                                  | 1 ośrodek miejski i 17 wsi                |
| Okręg szumadijski        | Gmina Topola              | 356 km²      | 22 207                    | Topola                         | –                                                  | 1 ośrodek miejski i 30 wsi                |
| Okręg toplicki           | Miasto Prokuplje          | 759 km²      | 44 419                    | Prokuplje                      | –                                                  | 1 ośrodek miejski i 106 wsi               |
| Okręg toplicki           | Gmina Blace               | 306 km²      | 11 754                    | Blace                          | –                                                  | 1 ośrodek miejski i 39 wsi                |
| Okręg toplicki           | Gmina Kuršumlija          | 952 km²      | 19 213                    | Kuršumlija                     | –                                                  | 1 ośrodek miejski i 89 wsi                |
| Okręg toplicki           | Gmina Žitorađa            | 214 km²      | 16 368                    | Žitorađa                       | –                                                  | 30 wsi                                    |
| Okręg zajeczarski        | Miasto Zaječar            | 1069 km²     | 59 461                    | Zaječar                        | –                                                  | 1 ośrodek miejski i 40 wsi                |
| Okręg zajeczarski        | Gmina Boljevac            | 828 km²      | 12 856                    | Boljevac                       | –                                                  | 2 ośrodki miejskie i 18 wsi               |
| Okręg zajeczarski        | Gmina Knjaževac           | 1202 km²     | 30 902                    | Knjaževac                      | –                                                  | 1 ośrodek miejski i 85 wsi                |
| Okręg zajeczarski        | Gmina Sokobanja           | 525 km²      | 15 981                    | Sokobanja                      | –                                                  | 1 ośrodek miejski i 24 wsie               |
| Okręg zlatiborski        | Miasto Užice              | 667 km²      | 78 040                    | Užice                          | –                                                  | 2 ośrodki miejskie i 36 wsi               |
| Okręg zlatiborski        | Gmina Arilje              | 349 km²      | 18 792                    | Arilje                         | –                                                  | 1 ośrodek miejski i 21 wsi                |
| Okręg zlatiborski        | Gmina Bajina Bašta        | 673 km²      | 26 022                    | Bajina Bašta                   | –                                                  | 1 ośrodek miejski i 35 wsi                |
| Okręg zlatiborski        | Gmina Čajetina            | 647 km²      | 14 745                    | Čajetina                       | –                                                  | 20 wsi                                    |
| Okręg zlatiborski        | Gmina Kosjerić            | 358 km²      | 12 090                    | Kosjerić                       | –                                                  | 1 ośrodek miejski i 26 wsi                |
| Okręg zlatiborski        | Gmina Nova Varoš          | 581 km²      | 16 638                    | Nova Varoš                     | –                                                  | 1 ośrodek miejski i 31 wsi                |
| Okręg zlatiborski        | Gmina Požega              | 426 km²      | 29 638                    | Požega                         | –                                                  | 1 ośrodek miejski i 41 wsi                |
| Okręg zlatiborski        | Gmina Priboj              | 553 km²      | 27 133                    | Priboj                         | –                                                  | 1 ośrodek miejski i 32 wsi                |
| Okręg zlatiborski        | Gmina Prijepolje          | 827 km²      | 37 059                    | Prijepolje                     | –                                                  | 1 ośrodek miejski i 95 wsi                |
| Okręg zlatiborski        | Gmina Sjenica             | 1059 km²     | 26 392                    | Sjenica                        | –                                                  | 1 ośrodek miejski i 100 wsi               |
| Kosowo i Metohia         |                           |              |                           |                                |                                                    |                                           |
| Okręg kosowskomitrowicki | Gmina Kosovska Mitrovica  | 331 km²      | 71 636                    | Mitrowica (Kosovska Mitrovica) | –                                                  | 1 ośrodek miejski i 48 wski               |
| Okręg kosowskomitrowicki | Gmina Leposavić           | 539 km²      | 13 515                    | Leposavić                      | –                                                  | 2 ośrodki miejskie i 70 wsi               |
| Okręg kosowskomitrowicki | Gmina Srbica              | 374 km²      | 51 533                    | Srbica                         | –                                                  | 1 ośrodek miejski i 49 wsi                |
| Okręg kosowskomitrowicki | Gmina Vučitrn             | 345 km²      | 69 870                    | Vučitrn                        | –                                                  | 1 ośrodek miejski i 67 wsi                |
| Okręg kosowskomitrowicki | Gmina Zubin Potok         | 335 km²      | 6537                      | Zubin Potok                    | –                                                  | 29 wsi                                    |
| Okręg kosowskomitrowicki | Gmina Zvečan              | 123 km²      | 7341                      | Zvečan                         | –                                                  | 1 ośrodek miejski i 35 wsi                |
| Okręg kosowskopomorawski | Gmina Gnjilane            | 392 km²      | 87 835                    | Gnjilane                       | –                                                  | 1 ośrodek miejski i 61 wsi                |
| Okręg kosowskopomorawski | Gmina Kosovska Kamenica   | 424 km²      | 33 539                    | Kosovska Kamenica              | –                                                  | 1 ośrodek miejski i 75 wsi                |
| Okręg kosowskopomorawski | Gmina Novo Brdo           | 204 km²      | 6953                      | Bostane                        | –                                                  | 25 wsi                                    |
| Okręg kosowskopomorawski | Gmina Vitina              | 270 km²      | 47 434                    | Vitina                         | –                                                  | 1 ośrodek miejski i 40 wsi                |
| Okręg kosowski           | Miasto Prisztina          | 857 km²      | 145 149                   | Prisztina                      | –                                                  | 1 ośrodek miejski i 47 wsi                |
| Okręg kosowski           | Gmina Glogovac            | 290 km²      | 58 579                    | Glogovac                       | –                                                  | 1 ośrodek miejski i 36 wsi                |
| Okręg kosowski           | Gmina Kačanik             | 294 km²      | 33 784                    | Kačanik                        | –                                                  | 1 ośrodek miejski i 41 wsi                |
| Okręg kosowski           | Gmina Kosovo Polje        | 89 km²       | 37 735                    | Kosowe Pole (Kosovo Polje)     | –                                                  | 1 ośrodek miejski i 17 wsi                |
| Okręg kosowski           | Gmina Lipljan             | 401 km²      | 6870                      | Lipljan                        | –                                                  | 1 ośrodek miejski i 69 wsi                |
| Okręg kosowski           | Gmina Obilić              | 105 km²      | 21 461                    | Obilić                         | –                                                  | 1 ośrodek miejski i 17 wsi                |
| Okręg kosowski           | Gmina Podujevo            | 625 km²      | 87 933                    | Podujevo                       | –                                                  | 1 ośrodek miejski i 77 wsi                |
| Okręg kosowski           | Gmina Štimlje             | 134 km²      | 27 288                    | Štimlje                        | –                                                  | 23 wsie                                   |
| Okręg kosowski           | Gmina Štrpce              | 247 km²      | 13 633                    | Štrpce                         | –                                                  | 16 wsi                                    |
| Okręg kosowski           | Gmina Uroševac            | 344 km²      | 42 628                    | Uroševac                       | –                                                  | 1 ośrodek miejski i 45 wsi                |
| Okręg pećki              | Gmina Dečani              | 402 km²      | 40 847                    | Dečani                         | –                                                  | 1 ośrodek miejski i 29 wsi                |
| Okręg pećki              | Gmina Đakovica            | 587 km²      | 94 158                    | Djakowica (Đakovica)           | –                                                  | 1 ośrodek miejski i 84 wsie               |
| Okręg pećki              | Gmina Istok               | 454 km²      | 39 936                    | Istok                          | –                                                  | 2 ośrodki miejskie i 31 wsi               |
| Okręg pećki              | Gmina Klina               | 403 km²      | 39 527                    | Klina                          | –                                                  | 1 ośrodek miejski i 63 wsie               |
| Okręg pećki              | Gmina Peć                 | 603 km²      | 95 723                    | Peć                            | –                                                  | 1 ośrodek miejski i 95 wsi                |
| Okręg prizrenski         | Gmina Gora                | 385 km²      | b. d.                     | Vranište                       | –                                                  | 17 wsi                                    |
| Okręg prizrenski         | Gmina Orahovac            | 401 km²      | 55 053                    | Orahovac                       | –                                                  | 1 ośrodek miejski i 34 wsie               |
| Okręg prizrenski         | Gmina Prizren             | 640 km²      | 184 586                   | Prizren                        | –                                                  | 1 ośrodek miejski i 95 wsi                |
| Okręg prizrenski         | Gmina Suva Reka           | 434 km²      | 60 869                    | Suva Reka                      | –                                                  | 1 ośrodek miejski i (liczba wsi nieznana) |

## Podział administracyjny Miasta Belgradu
| Gmina miejska              | Powierzchnia | Liczba mieszkańców (2011) | Typ gminy  | Liczba miejscowości                       |
| -------------------------- | ------------ | ------------------------- | ---------- | ----------------------------------------- |
| Gmina miejska Barajevo     | 213 km²      | 27 036                    | Podmiejska | 13 wsi                                    |
| Gmina miejska Čukarica     | 155 km²      | 179 031                   | Miejska    | 24 osiedla, 5 ośrodków miejskich i 3 wsie |
| Gmina miejska Grocka       | 289 km²      | 83 398                    | Podmiejska | 1 ośrodek miejski i 14 wsi                |
| Gmina miejska Lazarevac    | 384 km²      | 58 224                    | Podmiejska | 3 ośrodki miejskie i 31 wsi               |
| Gmina miejska Mladenovac   | 339 km²      | 53 050                    | Podmiejska | 1 ośrodek miejski i 21 wsi                |
| Gmina miejska Nowy Belgrad | 41 km²       | 212 104                   | Miejska    | 18 osiedli                                |
| Gmina miejska Obrenovac    | 411 km²      | 71 419                    | Podmiejska | 1 ośrodek miejski i 28 wsi                |
| Gmina miejska Palilula     | 447 km²      | 170 593                   | Miejska    | 23 osiedla, 2 ośrodki miejskie i 5 wsi    |
| Gmina miejska Rakovica     | 31 km²       | 108 413                   | Miejska    | 18 osiedli                                |
| Gmina miejska Savski Venac | 16 km²       | 38 660                    | Miejska    | 16 osiedli                                |
| Gmina miejska Sopot        | 271 km²      | 20 199                    | Podmiejska | 1 ośrodek miejski i 16 wsi                |
| Gmina miejska Stari grad   | 5 km²        | 48 061                    | Miejska    | 16 osiedli                                |
| Gmina miejska Surčin       | 285 km²      | 42 012                    | Podmiejska | 2 ośrodki miejskie i 5 wsi                |
| Gmina miejska Voždovac     | 148 km²      | 157 152                   | Miejska    | 25 osiedli, 2 ośrodki miejskie i 7 wsi    |
| Gmina miejska Vračar       | 3 km²        | 55 463                    | Miejska    | 13 osiedli                                |
| Gmina miejska Zemun        | 438 km²      | 166 292                   | Miejska    | 34 osiedla i 3 wsie                       |
| Gmina miejska Zvezdara     | 31 km²       | 148 014                   | Miejska    | 29 osiedli                                |